# Regiony etnograficzne Litwy
Litwa w 2023 roku została ustawowo podzielona na pięć regionów etnograficznych:

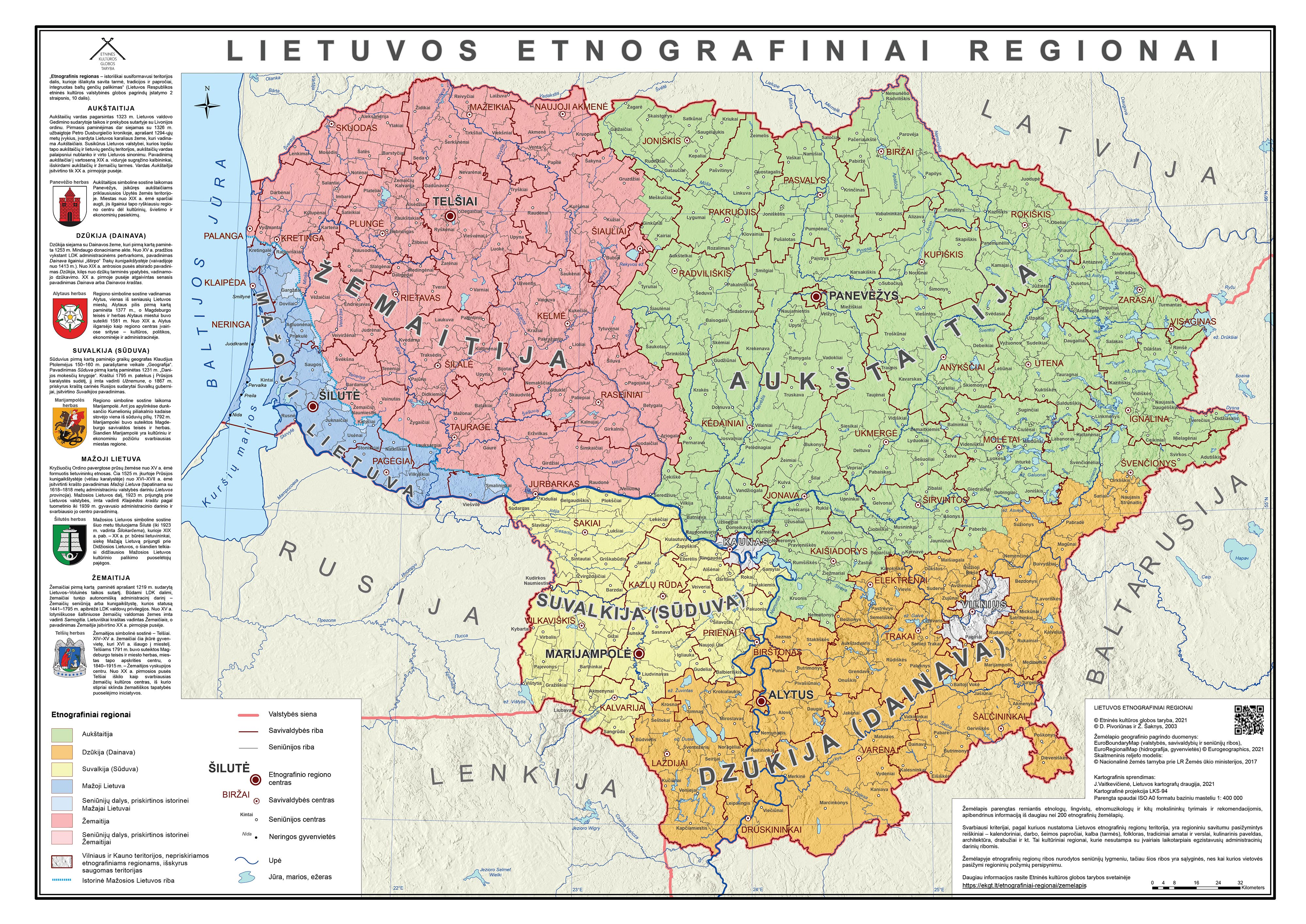
Oficjalny podział Litwy na regiony etnograficzne

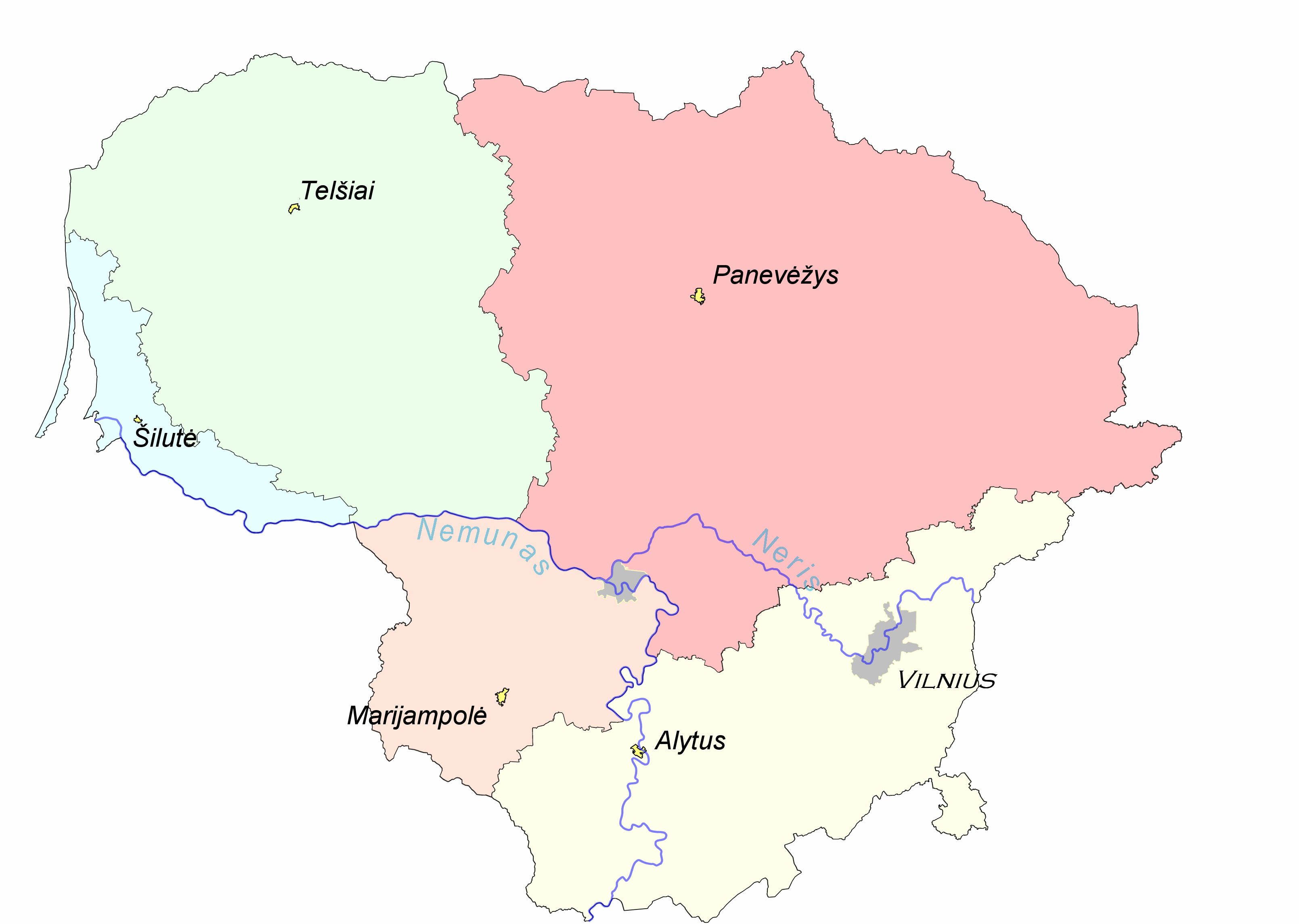
Regiony etnograficzne Litwy:
1. Auksztota – kolor czerwony
2. Dzukia – kolor żółty
3. Żmudź – kolor zielony
4. Litwa Mniejsza – kolor niebieski
5. Suwalszczyzna – kolor pomarańczowy

- Auksztota (lit. Aukštaitija) – większe miasta: Kowno, Poniewież;

- Dzukia, Dajnawa (lit. Dzūkija) – większe miasta: Wilno, Olita;
- Suwalszczyzna (lit. Suvalkija, 'Sūduva, łac. Sudovia[6]) – większe miasta: Mariampol;
- Żmudź (lit. Žemaitija, żmudz. Žemaitėjė[7], łac. Samogitia[8][9]) – większe miasta: Szawle, Telsze;

- Litwa Mniejsza, Mała Litwa[10][11], Pruska Litwa[12][10] (lit. Mažoji Lietuva, niem. Kleinlitauen[12]) – większe miasta: Kłajpeda, Szyłokarczma.